# 1988년 하계 올림픽 과테말라 선수단
1988년 하계 올림픽 과테말라 선수단은 대한민국 서울특별시에서 개최된 1988년 하계 올림픽에 참가한 올림픽 과테말라 선수단이다.

## 출전 선수
| 종목   | 남자 | 여자 | 전체 |
| ------ | ---- | ---- | ---- |
| 육상   | 0    | 1    | 1    |
| 복싱   | 1    | –    | 1    |
| 사이클 | 5    | 0    | 5    |
| 축구   | 17   | –    | 17   |
| 체조   | 0    | 1    | 1    |
| 사격   | 1    | 0    | 1    |
| 수영   | 0    | 1    | 1    |
| 레슬링 | 1    | –    | 1    |
| 전체   | 25   | 3    | 28   |

## 육상
| 선수 | 세부 종목 | 1차 예선 | 1차 예선 | 2차 예선 | 2차 예선 | 준결선 | 준결선 | 결선 | 결선 |
| 선수 | 세부 종목 | 기록     | 순위     | 기록     | 순위     | 기록   | 순위   | 기록 | 순위 |

## 같이 보기
- 올림픽 과테말라 선수단